# آبراهام برگه
آبراهام برگه (انگلیسی: Abraham Berge؛ ۲۰ اوت ۱۸۵۱ – ۱۰ ژوئیهٔ ۱۹۳۶) یک سیاست‌مدار و کشاورز اهل نروژ و از سال ۱۹۲۳ تا ۱۹۲۴ نخست‌وزیر این کشور بود.